# Michael Hammes
Michael Florian Hammes (* 16. Oktober 1974 in Koblenz) ist ein deutscher Schachspieler.

## Leben
Michael Hammes ist von Beruf Steuerberater in Koblenz und Sohn des Fußballspielers Ewald Hammes.

## Erfolge
1987 gewann er die deutsche D-Jugendmeisterschaft. 1999 gewann er das Gocher Open. 2010 wurde er Zweiter in Leiden beim Noteboom Memorial Turnier.
Er spielt in Deutschland für den Verein SV 03/25 Koblenz. In den Saisons 1991/92 und 1992/93 war er Ersatzspieler, in der Saison 1993/94 war er Stammspieler in der deutschen Schachbundesliga. In Belgien spielt er für den Verein KSK 47 Eynatten, mit dem er 2003, 2010, 2011, 2014 und 2017 insgesamt fünf belgische Meisterschaften gewann. In den Jahren 2008, 2009, 2011, 2015, 2016 und 2018 nahm er für Eynatten am European Club Cup teil. In Portugal spielt er für das Team CPND Albufeira in der ersten Division, in Luxemburg für die Mannschaft von De Sprénger Echternach, mit der er 2019 Meister wurde.
Den Titel FIDE-Meister erhielt Michael Hammes 1997. Den Titel Internationaler Meister erhielt er 2009. Seine IM-Normen erreichte er 2001 bei der Deutschen Einzelmeisterschaft in Altenkirchen, in der Saison 2007/08 der Oberliga Südwest und in der Saison 2008/09 der 2. Bundesliga West.
Seine Elo-Zahl beträgt 2341 (Stand: Februar 2020). Seine bisher höchste Elo-Zahl war 2406 im Oktober 2000.